# Памятник Бригаму Янгу
Памятник Бригаму Янгу (англ. Brigham Young Monument, также Памятник пионерам — англ. Pioneer Monument) — исторический бронзовый монумент, посвящённый второму президенту Церкви Иисуса Христа Святых последних дней Бригаму Янгу, который в 1847 году привёл мормонских пионеров на территорию Юта. Расположен на северном тротуаре на пересечении Главной и Южно-храмовой улиц в Солт-Лейк-Сити, штат Юта, США.

## История

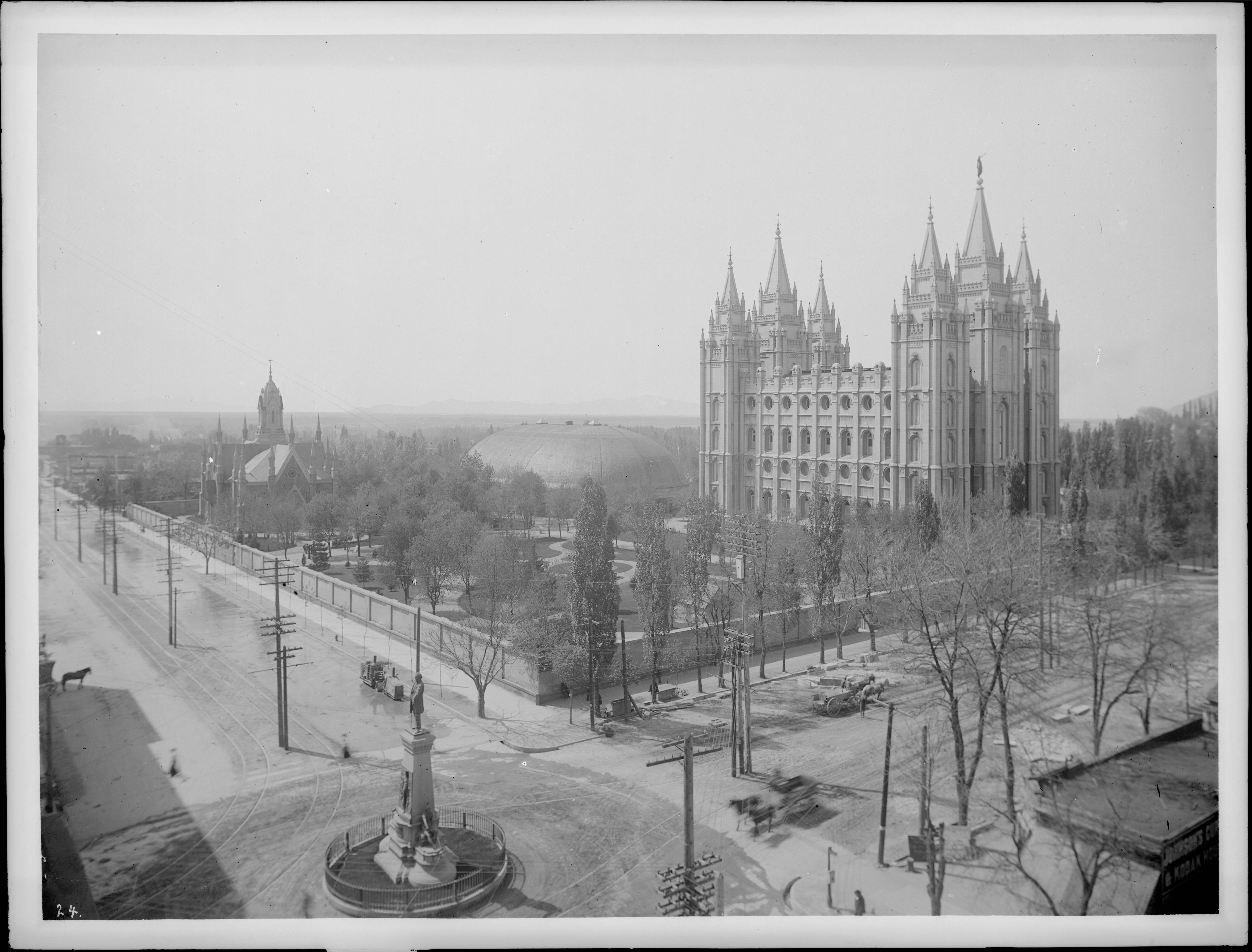
Памятник на перекрёстке улиц, 1905 год.

Идея создания памятника впервые была озвучена в декабре 1891 года, когда по поручению четвёртого президента Церкви Уилфорда Вудрафа и его советников Джорджа Кэннона и Джозефа Ф. Смита-старшего был сформирован консультативный совет, заключивший договор со скульптором Сайрусом Даллином, родившемся в Юте. Одновременно среди прихожан Церкви был объявлен сбор средств. В итоге было собрано 25 тысяч долларов США, и Даллин завершил работу в установленные сроки.
Впервые памятник был показан публике на Всемирной выставке в Чикаго, проходившей с 1 мая по 30 октября 1893 года. Затем его на короткое время поставили в юго-восточном углу Темпл-сквер в Солт-Лейк-Сити. Позже памятник решили переместить в более удобное место, но из-за медленного возведения гранитного цоколя и заключительного оформления композиции, в котором приняли участие сын Бригама Янга и архитектор Церкви Дон Карлос Янг, а также внук Дик Янг, открытие было перенесено на позднюю дату. 20 июля 1897 года памятник был торжественно открыт на участке 25 на 25 футов в центре пересечения Главной и Южно-храмовой улиц. Там он простоял до 1993 года, когда был передвинут к северу, на своё нынешнее место между храмом Солт-Лейк и Мемориальным зданием Джозефа Смита, и открыт 15 ноября.

## Композиция
Основание памятника из гранита составляет двадцать пять футов (7,62 метра). На лицевой стороне расположен бронзовый барельеф, на котором в полный рост изображён мормон-пионер со своей женой и ребёнком. Чуть ниже расположена табличка с названием монумента, и в честь чего он установлен. На левом и правом краях памятника размещены скульптуры в сидячей позе — поселенец с лежащим на коленях ружьём и индеец с посохом в руке, соответственно. На задней стороне находится бронзовая табличка со списком имён пионеров, прибывших в долину Солёного озера 24 июля 1847 года. Венчает постамент девятифутовая бронзовая статуя Бригама Янга, правой рукой опирающегося на трость, а левой — указывающего вдаль.